# Diphymyces niger
Diphymyces niger är en svampart som först beskrevs av T. Majewski, och fick sitt nu gällande namn av I.I. Tav. 1985. Diphymyces niger ingår i släktet Diphymyces och familjen Laboulbeniaceae.  Arten är reproducerande i Sverige. Inga underarter finns listade i Catalogue of Life.